# 시어도어 뉴컴
시어도어 뉴컴(Theodore Newcomb, 본명: Theodore Mead Newcomb, 1903년 7월 24일 – 1984년 12월 28일)은 미국의 사회심리학자, 교수 및 작가였다. 뉴컴은 대학 경험이 사회적, 정치적 신념에 미치는 영향을 조사하는 베닝턴 칼리지 스터디(Bennington College Study)를 이끌었다. 또, 친밀감이 친분과 매력에 미치는 영향을 처음으로 문서화했다. 뉴컴은 미시간 대학교에서 사회 심리학 박사 과정을 설립하고 감독했다. 2002년에 발표된 "A Review of General Psychology" 조사는 뉴컴을 20세기 가장 많이 인용된 심리학자 57위로 선정했다.